# Тербот Тауншип (округ Нортамберленд, Пенсільванія)
Тербот Тауншип (англ. Turbot Township) — селище (англ. township) в США, в окрузі Нортамберленд штату Пенсільванія. Населення — 1815 осіб (2020).

## Демографія
Згідно з переписом 2010 року, у селищі мешкало 1806 осіб у 759 домогосподарствах у складі 532 родин. Було 906 помешкань
Расовий склад населення:
| - 97,2 % — білих - 0,5 % — чорних або афроамериканців - 1,6 % — осіб інших рас |

До двох чи більше рас належало 0,7 %. Частка іспаномовних становила 2,2 % від усіх жителів.
За віковим діапазоном населення розподілялося таким чином: 21,3 % — особи молодші 18 років, 58,8 % — особи у віці 18—64 років, 19,9 % — особи у віці 65 років та старші. Медіана віку мешканця становила 46,5 року. На 100 осіб жіночої статі у селищі припадало 98,5 чоловіків;  на 100 жінок у віці від 18 років та старших — 97,2 чоловіків також старших 18 років.
Середній дохід на одне домашнє господарство  становив 65 588 доларів США (медіана — 55 994), а середній дохід на одну сім'ю — 73 205 доларів (медіана — 59 766). Медіана доходів становила 41 771 долар для чоловіків та 36 146 доларів для жінок. За межею бідності перебувало 12,1 % осіб, у тому числі 30,5 % дітей у віці до 18 років та 3,8 % осіб у віці 65 років та старших.
Цивільне працевлаштоване населення становило 810 осіб. Основні галузі зайнятості: освіта, охорона здоров'я та соціальна допомога — 31,1 %, виробництво — 14,9 %, мистецтво, розваги та відпочинок — 9,3 %, роздрібна торгівля — 8,4 %.